# Тейлстрайк

Компьютерная реконструкция тейлстрайка самолёта Боинг-747 Японских авиалиний. Впоследствии инцидент привëл к катастрофе

Касание самолётным хвостом ВПП (также сленг. тейлстрайк, от англ. tailstrike — буквально «удар хвостом») — авиационное происшествие, при котором воздушное судно на взлёте или посадке получает повреждения хвостовой части в результате соприкосновения самолётного хвоста со взлётно-посадочной полосой (ВПП). Во время взлёта касание происходит, если пилот слишком круто поднимает самолёт в воздух (большой угол атаки). При посадке самолёт ударяет хвостовой частью о ВПП, если в момент приземления пилот берёт руль высоты на себя и тем самым задирает нос судна.
По заявлениям специалистов, касание земли хвостом во время взлёта — нередкое (и, как правило, неопасное) авиационное происшествие. После полного устранения полученных при ударе повреждений самолёт обычно годен для дальнейшей лётной эксплуатации.

## Причины
Специалисты компании «Боинг» выделяют пять основных причин удара хвостом на взлёте:
- Неверное положение триммеров стабилизатора — обычно потому, что в полётный компьютер введена неверная информация. Если триммер оказывается в положении «на подъём», самолёт может слишком резко подняться, как только пилот потянет штурвал.
- Штурвал берётся на себя слишком рано, когда взлётная скорость ещё не достигнута — либо из-за нештатной ситуации на взлёте (Столкновение в аэропорту Лос-Родеос), либо из-за неверной информации в полётном компьютере.
- Штурвал слишком энергично берётся на себя — обычно при переучивании с прямого управления на бустерное.
- Неверное истолкование показаний директорной системы. На высотах до 10 м она серьёзно «врёт» по каналу тангажа.
- Сильный порывистый ветер.

На посадке причины таковы:

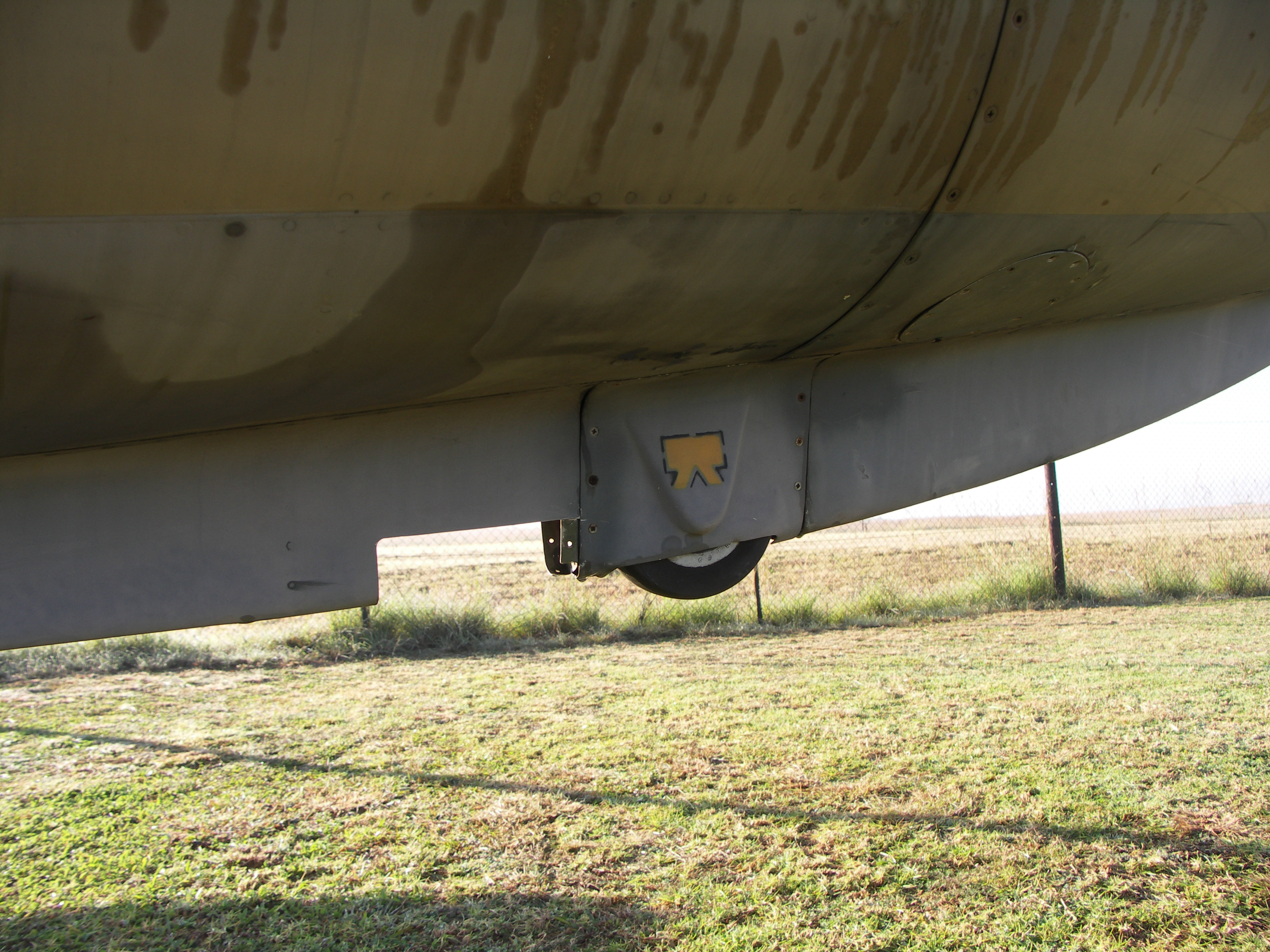
Хвостовое колесо на самолёте Aermacchi MB-326

- Грубый подход к порогу ВПП. Утверждается, что опустившиеся на 500 футов (150 м) и не стабилизировавшиеся не успеют выровнять самолёт, что может привести в том числе и к касанию хвостом ВПП.
  - Особенно опасна, по заверению специалистов из «Airbus», заниженная горизонтальная скорость подхода к полосе (Vapp) и завышенная вертикальная.
- Слишком долгое удержание самолёта носом вверх, обычно ради эфемерной «мягкой посадки». На современных (2000-е годы) самолётах, если вертикальная скорость находится в рамках РЛЭ, её не требуется излишне снижать, особенно на мокрой полосе.
- Лётчик не справился с боковым ветром.
- Штурвал слишком энергично берётся на себя при уходе на второй круг.

Специалисты компании «Airbus» добавляют такие причины:
- Слишком ранний переход на выдерживание (фазу посадки, когда самолёт летит вверх носом и резко гасит вертикальную скорость).
- Козление.

## Средства минимизации

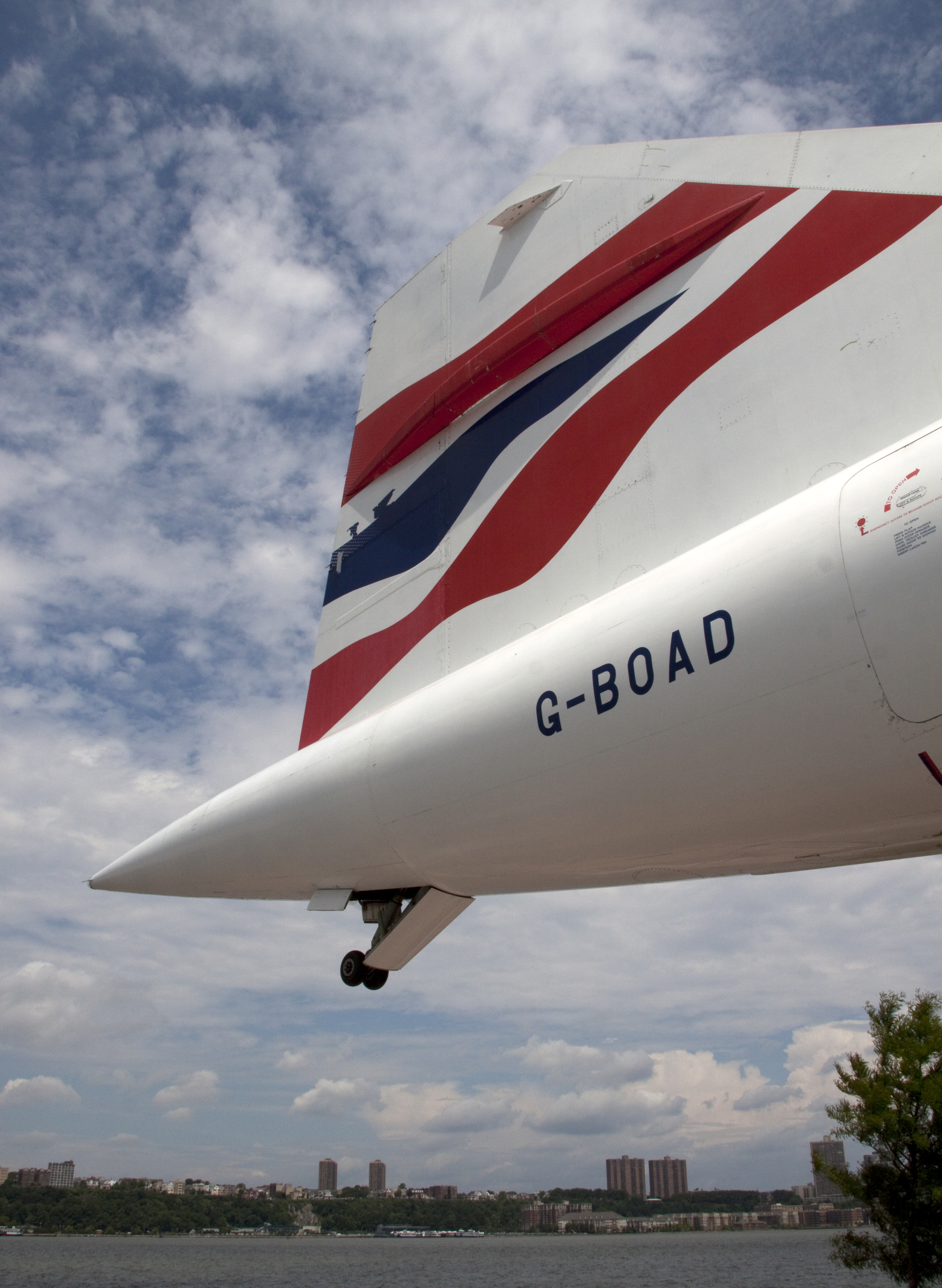
Хвостовое колесо у «Конкорда»

Для минимизации последствий касания хвостом ВПП на некоторых самолётах сзади установлены небольшие хвостовые колёса (англ. tailwheels) или механические амортизаторы, препятствующие касанию. На российских самолётах Sukhoi Superjet 100 используется алгоритмическая защита от касания хвостом ВПП, что позволило отказаться от использования механических амортизаторов.

## Последствия
При подозрении на тейлстрайк РЛЭ Airbus A330 предлагает садиться, не поднимаясь выше 3 км.
После каждого касания хвостом ВПП самолёт надо тщательно осмотреть. Если оказалось, что задета гермокабина, самолёту требуется сложный и дорогой ремонт; одна из авиакомпаний оценила потери от каждого касания в 12 млн долларов.
Недостаточно осмотренный и отремонтированный фюзеляж может привести к полному разрушению самолёта из-за перепадов давления много лет спустя (Рейс 123 Japan Air Lines; Рейс 611 China Airlines).
Касание хвостом ВПП произошло при самой трагичной авиакатастрофе в истории — столкновении в аэропорту Лос-Родеос, а также с рейсом 407 Emirates.